# ゆり3号a
ゆり3号a (BS-3a) は、宇宙開発事業団 (NASDA) が打ち上げた静止放送衛星である。開発・製造は日本電気が担当した。

## 打ち上げ
1990年（平成2年）8月28日にH-Iロケット7号機で種子島宇宙センターから打ち上げられた。

## 目的
ゆり2号 (BS-2) を引き継ぎ、沖縄・小笠原などの離島を含む日本全土への一般家庭向け直接衛星放送 (DBS) サービスをおこなうことを目的とした。

## 特徴

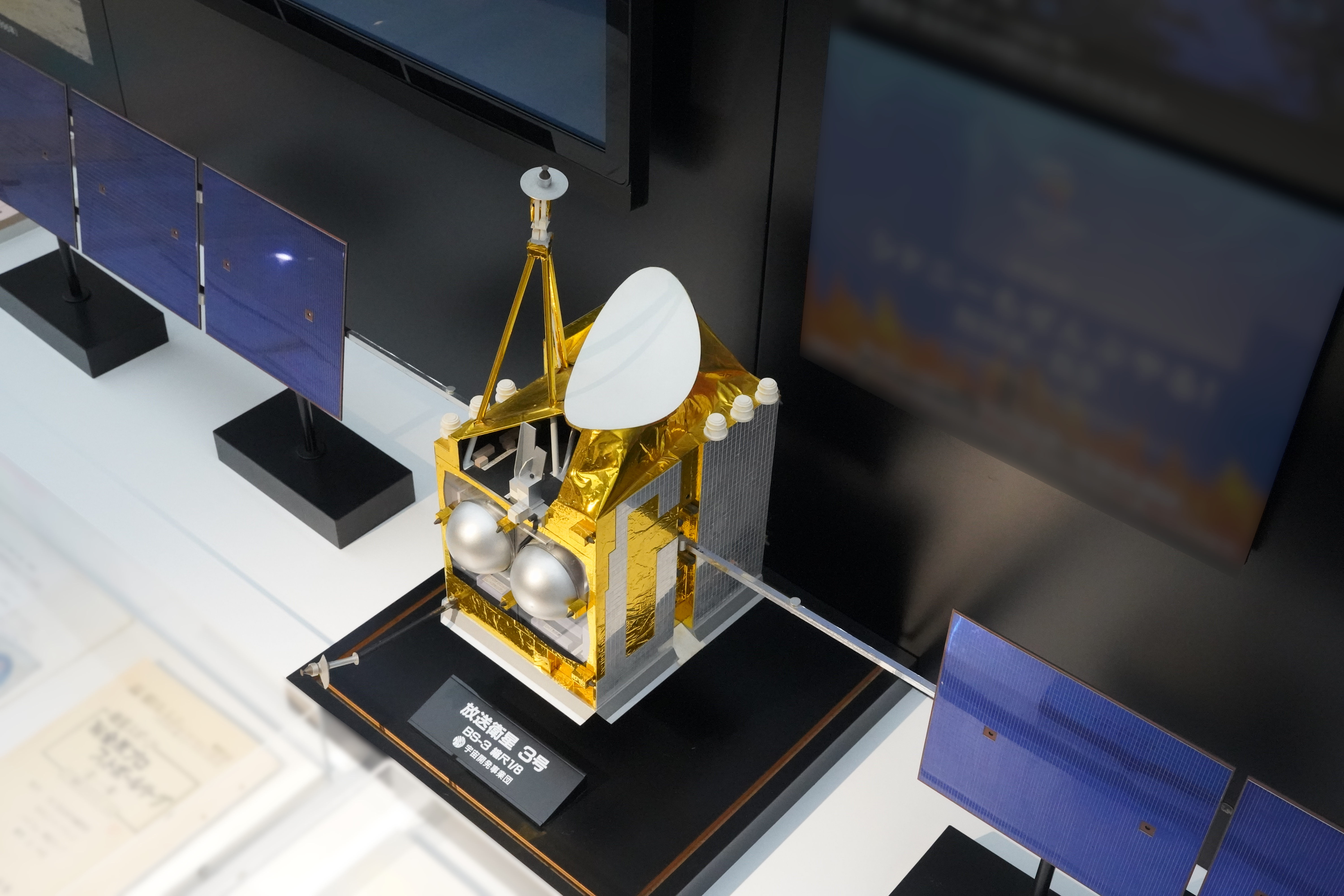
1/8縮尺模型

### トラブル
- かねて不具合のあった太陽電池が1991年（平成3年）3月にあった大規模な太陽フレアの影響で劣化し、夏至のころには3本ある中継器のうち2本しか動作させられなくなった[1][2]
- そのため急きょ同年5月から8月のゆり3号bの運用開始まで、すでに役割を終えていたゆり2号bを再登場させ、NHK衛星第2テレビジョンの深夜～早朝の放送時間帯でゆり2号bからの放送を行った。（NHK衛星第1テレビジョンはゆり3号aからの放送を継続、WOWOWはこの時間帯は放送休止となった）

## 軌道
- 静止衛星軌道/静止位置 東経110度